# 安妮·莱斯
安妮·莱斯（Anne Rice，1941年10月4日—2021年12月11日）是一名主要創作哥特小說、基督教文學和情色文學的美國女性作家。她最著名的作品是《吸血鬼紀事》小說系列，該系列被改編為兩部電影：《夜訪吸血鬼》（1994年）和《屍纏妖后》（2002年）。
她的丈夫史丹·莱斯（1942年－2002年）和她的儿子克里斯多福·萊斯（1978年出生於伯克利）也是作家。

## 逝世
莱斯於2021年12月11日因中風的併發症去世，享年80歲。根據莱斯兒子的聲明，家人計劃將她安葬在紐奧良的家族陵墓。

## 作品

### 吸血鬼紀事The Vampire Chronicles
- 《夜访吸血鬼》Interview with the Vampire (1976年)
  - 曾被改編成電影《夜访吸血鬼》（1994年）
- 《吸血鬼莱斯特》The Vampire Lestat  (1985年)
- 《天譴者的女王》The Queen of the Damned (1988年)
  - 曾被改編成電影《屍纏妖后》（2002年）
- 《肉体窃贼》The Tale of the Body Thief (1992年)
- 《恶魔迈诺克》Memnoch the Devil (1995年)
- 《少年吸血鬼阿曼德》The Vampire Armand (1998年)
- 《梅瑞克》Merrick (2000年)
- 《血与黄金》Blood and Gold (2001年)
- 《布莱克伍德庄园》Blackwood Farm (2002年)
- 《血颂》Blood Canticle (2003年)
- Claudia's Story (2012年)
- 《莱斯特王子》 Prince Lestat (2014年)
- Prince Lestat and the Realms of Atlantis (2016年)
- Blood Communion: A Tale of Prince Lestat (2018年)

### 吸血鬼新故事（New Tales of the Vampires）
- 《潘朵拉》Pandora (1998年)
- 《吸血鬼维托利奥》Vittorio the Vampire (1999年)

### 梅菲爾女巫生涯三部曲（Lives of the Mayfair Witches）
- 《巫异时刻》The Witching Hour (1990年)
- 《恶魔莱修》Lasher (1993年)
- 《非我族类》Taltos (1994年)

### 耶穌基督（Christ the Lord）
- 《耶穌基督：走出埃及》Christ The Lord: Out of Egypt (2005年)
  - 曾被改編成電影《少年彌賽亞》（2016年）
- 《耶穌基督：到迦拿之路》Christ the Lord: The Road to Cana

### Songs of the Seraphim
- Angel Time (2009)
- Of Love and Evil (2010)

### The Wolf Gift Chronicles
- The Wolf Gift (2012)
- The Wolves of Midwinter (2013)

### 其餘
- 《圣徒的节日》The Feast of All Saints (1979年)
  - 曾被改編成電視劇《圣徒的节日 (电视剧)（英语：The Feast of All Saints）》（2001年）
- 《向天哭泣》Cry to Heaven (1982年)
- 《木乃伊》 (1989年)
- 《骸骨侍從》Servant of the Bones (1996年)
- 《小提琴》Violin (1997年)
- Ramses the Damned: The Passion of Cleopatra (2017)

### 短篇
- October 4th, 1948 (1965年)
- Nicholas and Jean (1966年)
- The Master of Rampling Gate (Vampire Novel) (1982年)

### 以筆名Anne Rampling出版
- 《天堂出口》Exit to Eden (1985年)
  - 曾被改編成電影《天堂出口》（1994年）
- 《贝琳达》Belinda (1986年)

### 以筆名A. N. Roquelaure出版
- 《美之禁锢》The Claiming of Sleeping Beauty (1983年)
- 《美之惩罚》Beauty's Punishment (1984年)
- 《美之释放》Beauty's Release (1985年)
- Beauty's Kingdom (2015)

## 註解
1. ↑  . Associated Press. 2021-12-12  [2021-12-12]. （原始内容存档于2021-12-12） （英语）.
2. ↑  Elian Peltier. . The New York Times. 2021-12-12  [2021-12-12]. （原始内容存档于2022-01-01） （英语）.

## 外部鏈結
- 官方网站
- 安妮·莱斯在互联网电影资料库（IMDb）上的資料（英文）
- 網路推理小說資料庫上的Anne Rice
- Anne Rice at the Internet Book List